# フィジー

フィジー共和国
Republic of Fiji（英語）
Matanitu Tugalala o Viti（フィジー語）
फ़िजी गणराज्य（フィジー・ヒンディー語）

国の標語：Rerevaka na Kalou ka Doka na Tui
（フィジー語: 神を畏敬し、女王を尊敬する）
国歌：God Bless Fiji（英語）
フィジーに幸あれ

フィジー共和国（フィジーきょうわこく、Republic of Fiji）、通称フィジー（Fiji）は、南太平洋のフィジー諸島とその北方のロツマ島からなる群島国家。領有する島や環礁は約330で、首都はビティレブ島のスバ。
オセアニアのうちメラネシアに位置する。周囲には北から時計回りにツバル、フランス領ウォリス・フツナ、トンガ、北島 (ニュージーランド)、フランス領ニューカレドニア、バヌアツなどがある。
1970年にイギリス植民地から独立し、イギリス連邦加盟国である。

## 国名
正式な国名は英語で Republic of Fiji（リパブリック・オヴ・フィジー）、フィジー語で Matanitu Tugalala o Viti（マタニトゥ・トゥンガララ・オ・ヴィティ）、フィジー・ヒンディー語で फ़िजी गणराज्य（フィジー・ガナラージャ）。
通称は Fiji（フィジー）、Viti（ビティ、ヴィティ）、फ़िजी（フィジー）。
日本語の正式名称はフィジー共和国、通称はフィジー。
国名の由来には諸説あり、説として有力なのは前者である。
- フィジー最大の島であるビティレブ島（Viti Levu Island）の「ビティ（Viti）」を、ヨーロッパから来たキリスト教宣教師が「フィジー（Fiji）」と発音したという説。
- 1773年にジェームズ・クックがトンガに到達した際、トンガ人から、隣に「フィージー」という国があると聞き、これを「Feejee」と書き残して、現在の国名になったという説

1998年にフィジー共和国からフィジー諸島共和国へと改称したが、2011年2月に再度フィジー共和国に戻した。また、漢字による表記は「斐濟」である。

## 歴史

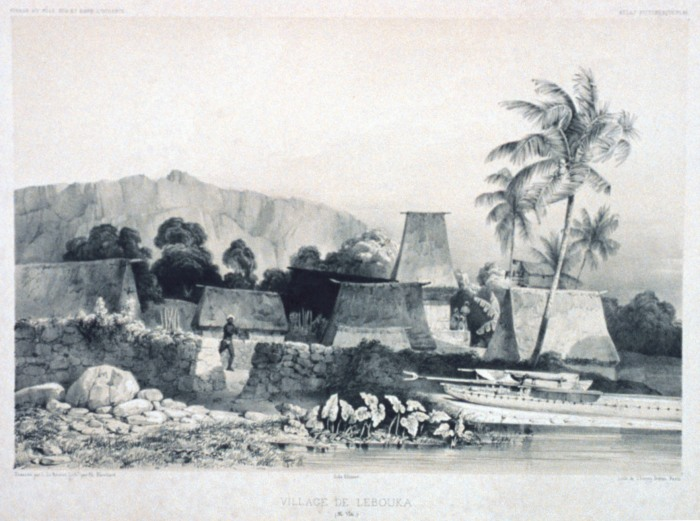
旧首都レブカ（1842年）

伝説によると、フィジーに人が住み始めたのは約8000年前で、メラネシアンがカヌーでビティレブ島西海岸のヴダ岬に上陸したのが始まりであるとされている。フィジー最古の都であるヴィセイセイはルーツナソバソバ（Lutunasobasoba）によって造営された。その後、トンガ人が移り住み、ポリネシア文化の影響を受けた。
紀元前1300年以前と推定される土器類がビティレブ島から発掘されている。
大航海時代以降、ヨーロッパ人が南太平洋各地にやって来るようになった。1643年、オランダのアベル・タスマンが北部に到達した。1774年、イギリス人航海家のジェームズ・クックが南部に上陸した。
1874年にフィジー植民地としてイギリスの植民地となり、1881年にはロツマ島もこれに続いた。
当時のイギリスはインドも植民地としており、1879年から1916年までサトウキビを栽培するプランテーションのため、インド人契約労働者を移民させた。過酷な渡航と労働環境が問題視され1920年に公式に停止されたが、インド系労働者はその後も多くがフィジーに定住し、フィジー社会の民族・宗教的構成を大きく変化させた。
1913年にはアポロシ・ナワイによってフィジー系住民の民族運動「ヴィチ・カンバニ運動」が始まった。
太平洋戦争で、日本軍はフィジーなどの攻略を目指すFS作戦を構想したが、実際に進撃できたのはフィジー西方のソロモン諸島までだった。
戦後の1970年、英連邦王国として独立。ロツマ島を保護領とした。
1987年、ティモシー・バヴァドラ首相が政権をとるが、5月と9月にシティベニ・ランブカ陸軍中佐によるクーデターが起こり10月に共和国宣言をし、イギリス連邦を離脱した。10月にはロツマ島出身の空手家で王位を自称していたヘンリー・ギブソンが移住先のニュージーランドでロツマ共和国の独立を宣言したが、12月に鎮圧された。
1990年、フィジー系の憲法を公布。1997年には改正憲法を公布。イギリス連邦に再び加盟した。
1998年には国名をフィジー諸島共和国に変更。2011年2月、フィジー共和国へ再び戻した。
- 1999年5月：総選挙によりインド系マヘンドラ・チョードリー（英語版）首相就任。労働党を中心とする政権誕生。
- 2000年5月：ジョージ・スペイト率いる集団がチョードリー首相を人質に国会議事堂を2か月占拠。：フィジー軍が戒厳令を発令し、7月フィジー系ライセニア・ガラセを首班とする文民暫定政権が発足する。
- 2001年9月：総選挙が行われ、ガラセ首相就任。
- 2006年5月：ガラセ首相再任。12月にフランク・バイニマラマ軍司令官によるクーデター。以降、ニュージーランド、オーストラリア、欧州連合（EUI)などが援助停止や入国禁止などの圧力を加えるのに対し、中華人民共和国（中国）が援助を急増させる[8]。
- 2007年1月：パイニマラマは暫定内閣の首相に就任。総人口に占めるインド系の割合は36%まで落ち込む。
- 2009年
  - 4月9日：高裁が軍事政権を違法と判断。10日にジョセファ・イロイロ大統領が憲法を廃止し、バイニマラマ軍司令官を暫定首相に就任させた。民政復帰の選挙は2014年まで延期。
  - 5月2日：太平洋諸島フォーラム（PIF）が、民主的選挙の未実施を理由にフィジーのメンバー資格停止を発表[9]。
  - 7月28日：イロイロ大統領が健康上の理由から近く退任すると発表。後任にはエペリ・ナイラティカウ副大統領が就いた。
  - 9月1日：イギリス連邦（コモンウェルス、53カ国）が、2010年10月予定の民主的選挙の未実施を理由にフィジーのメンバー資格停止を発表[10]。
- 2013年9月：新憲法公布。
- 2014年
  - 9月17日：フィジー議会総選挙（英語版）。バイニマラマ暫定首相率いるフィジー第一党が大勝。これにより民政復帰。これを受けPIFもメンバー資格停止を解除した[3]。
  - 9月29日：イギリス連邦に復帰。
- 2022年：総選挙を実施、人民連盟、社会民主自由党、国民連邦党の連立政権のランブカ政権が成立[11]。

## 政治
パプアニューギニアと並ぶ南太平洋の島嶼国のリーダー。
大統領を元首に戴く象徴大統領制、首相が行政権を掌握する議院内閣制で、議会は一院制で任期4年、定数は55。更にフィジー全土を一つの選挙区としたオープンリスト比例代表制となっている。選挙権は18歳から。
以前は二院制であったが、2013年の新憲法公布により一院制へ変更された。
2014年9月まで軍事政権。軍事政権は、2009年3月に民政復帰のための総選挙を実施するとしていたが、延期されていた。2009年4月高裁が軍事政権を違法と判断を下したため、イロイロ大統領は憲法を廃止して自らが政府の実権を握ったと言明し、バイニマラマ軍司令官を暫定首相に再任し、国内に30日間の非常事態宣言を発令し、総選挙を2014年に先送りすると表明した。軍事政権はメディアへの検閲を開始し、オーストラリアABC放送の記者らを国外退去させた。市民生活は通常通り。

## 国際関係
フィジーは伝統的に、日本やオーストラリア、ニュージーランドなど、アジア・太平洋諸国との関係を重視してきたが、軍事政権樹立後は民政復帰や民主化への対応をめぐって内政干渉を行うオーストラリアやニュージーランドと対立している。遂には、両国大使のフィジーからの退去を命ずる一方、オーストラリアとニュージーランド政府もフィジー大使の国外退去を命じる局面もあった。
以下に列挙したように、多数の国際機関に加盟している国家の一つとしても知られている。
| - アフリカ・カリブ海・太平洋諸国(ACP) - アジア開発銀行(ADB） - コロンボ・プラン(CP） - アジア太平洋経済社会委員会(ESCAP) - 国際連合食糧農業機関(FAO) - 77ヶ国グループ(G‑77) - 国際復興開発銀行(IBRD) - 国際民間航空機関(ICAO) - 国際刑事裁判所(ICC) - 国際自由労働組合総連盟(ICFTU) - 国際赤十字・赤新月運動(ICRM) | - 国際開発協会(IDA) - 国際農業開発基金(IFAD) - 国際金融公社(IFC) - 国際水路機関(IHO) - 国際労働機関(ILO) - 国際通貨基金(IMF) - 国際海事機関(IMO) - 国際刑事警察機構(Interpol) - 国際オリンピック委員会(IOC) - 国際標準化機構(ISO) - 国際電気通信連合(ITU) | - 化学兵器禁止機関(OPCW) - 常設仲裁裁判所(PCA) - 太平洋諸島フォーラム(PIF) - 南太平洋地域貿易経済協力協定(Sparteca) - 太平洋共同体(SPC) - 国際連合(UN) - 国際連合貿易開発会議(UNCTAD) - 国際連合教育科学文化機関(UNESCO) - 気候変動に関する国際連合枠組条約(UNFCCC) - 国際連合工業開発機関(UNIDO) - 国際連合レバノン暫定駐留軍(UNIFIL) | - 国際連合イラク・クウェート監視団(UNIKOM) - 国際連合ボスニア・ヘルツェゴヴィナ・ミッション(UNMIBH) - 国際連合コソボ暫定行政ミッション(UNMIK) - 万国郵便連合(UPU) - 世界税関機構(WCO} - 世界労働組合連盟(WFTU) - 世界保健機関(WHO) - 世界知的所有権機関(WIPO) - 世界気象機関(WMO) - 世界観光機関(UNWTO) - 世界貿易機関(WTO) |

### オーストラリアやニュージーランドとの関係
オーストラリアやニュージーランドとの貿易額はシンガポールについで大きく、フィジーはオーストラリアから小麦粉や食料品その他を輸入している。ニュージーランドからは牛乳や食肉その他食料品の輸入が多い。フィジーにはビジネス目的に暮らしているオーストラリア人やニュージーランド人も多く、Fiji Australia Business CouncilやFiji New Zealand Business Councilもある。
貿易以外では、フィジーのリゾートはオーストラリア人やニュージーランド人による経営が多く、Fiji Australia Business Councilは、オーストラリア政府のフィジー政府に対する姿勢をビジネス促進に対する障害として批判する発言をしたこともある。

### 日本との関係
太平洋戦争以前には、フィジーへの日本人移民の導入が試みられていた。しかし、病気（脚気）が原因で定着せず、太平洋戦争の勃発によって中断された。日本軍とフィジー軍は太平洋上で戦闘状態になったものの、フィジー本土上陸戦は行われなかった。現在も太平洋戦争に備えた防塁等防御構築物の跡は残されている。
1970年の独立を日本も承認し、1979年にはスバに在フィジー日本国大使館が開設された。駐日フィジー大使館は1981年に東京都に開設され、1990年には大阪市に、2012年には神奈川県横浜市にそれぞれ名誉領事も任命している。2020年代、日本の自衛隊がフィジー共和国軍（後述）の訓練に協力している。
フィジーはラグビーが盛んで、日本で活躍するラグビー選手もいる。また、フィジーの公用語が英語で滞在費用が比較的安価であることから、語学留学先としての人気もある。

### 中国の進出
オーストラリアとニュージーランドの度重なる内政干渉による圧力のため、近年フィジー軍政は新たな活路として中国との関係を強化している。以前は、ほとんどいなかったとされる中国人がフィジーを訪れるようになり、年間1万人にまでになった。このため首都スバ市内には中国人経営の店舗が拡大している。2010年にはエアパシフィックとキャセイ航空の共同運航で香港から直行便が就航した。中国人は首都スバにいくビジネスマンが大半で、フィジー本島西部ナンディではあまり見かけない。
また、フィジー各地で中国の援助による建築やインフラ整備が進み、娯楽施設や幹線道路、水力発電所を建設している。
2010年1月、中国政府はフィジー大統領府の敷地を囲む塀の無償援助をフィジー政府に約束した。塀の工事は中国の中鉄五局グループ（大手ゼネコン中国中鉄グループの一員）が請け負った。長さ2.4キロメートルの塀は2011年2月に竣工した。
2021年から始まった中国・太平洋島嶼国外相会議に参加。2022年5月30日に開催された第2回会議はフィジーが開催国となり、同国のバイニマラマ首相兼外相と、中国の王毅国務委員兼外相が共同議長を務めた。

### 領土問題
フィジーの南、トンガの南西およそ400キロメートルにあるミネルバ・リーフの領有権を主張している。ミネルバ・リーフにおいては、1972年1月にユダヤ系アメリカ人のマイケル・オリバーがマイクロネーションとしてミネルバ共和国の独立を宣言したが、周辺のフィジー、トンガ、ナウル、西サモアとクック諸島自治政府は、オーストラリアやニュージーランドと協議し、同年6月にトンガ軍が上陸して占領した。しかし、翌月フィジー軍が上陸して領有権を主張、このときはトンガの正式な領有権主張を認めたフィジー政府であったが、再び領有権を主張して2005年に国際海底機構に提訴した。また、ミネルバ共和国の後継を主張するメンバーがミネルバ公国として再度領有権を主張するなど、混乱が続いている。

## 軍事
正規軍であるフィジー共和国軍は志願制軍人で構成され、兵力は3,500人（陸軍2,600人、海軍400人、PKOなど派遣500人）。このほかに約5,600人の予備役が、有事に召集される地域軍（Territorial Force）に登録されている。
PKO等派遣については、ゴラン高原における国際連合兵力引き離し監視軍（UNDOF）に約140名、国際連合イラク支援ミッション（UNAMI）に約170名、シナイ半島の多国籍部隊・監視団（MFO）に約170名を派遣しているほか、国際連合レバノン暫定駐留軍（UNIFIL）、国際連合休戦監視機構（イスラエル）、UNMHA（イエメン）及び国際連合南スーダン派遣団（UNMISS）にそれぞれ司令部要員を若干名派遣している。

### 装備
陸軍
- ブッシュマスター軽装甲車×10[20]
- 81mm迫撃砲×12[20]

海軍
「フィジー海軍艦艇一覧」も参照
- 哨戒艇×4[21]
- 測量艇×2[21]

## 地理

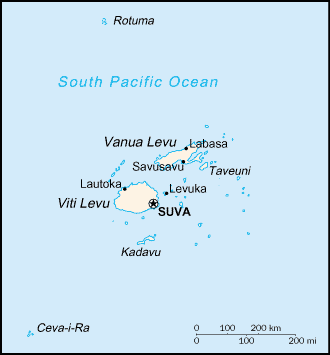
フィジーの地図

フィジーには300以上の島があり、その大半は小島で占められている。

### 主な島
- ビティレブ島（首都スバが所在）
- バヌアレブ島
- カンダブ島
- タベウニ島
- オバラウ島
- ママヌザ諸島
- ヤサワ諸島
- マロロ諸島
- バトア島

### 気候
全島が熱帯雨林気候（Af）となっており、年中高温多雨。南東貿易風の影響下にはいる5月-11月は降雨も少ない。

### 生態系
世界におけるイグアナ生息地の一つに数え上げられる。同国固有種は3種が確認されているが個体数が少なく、現在は絶滅危惧種に指定されている。
鳥類相は西ポリネシアでは最も豊かとされている。同国にはいくつかの固有種が存在していて、その一部が近隣国のトンガやサモアに生息域を拡げている。

## 地方行政区分

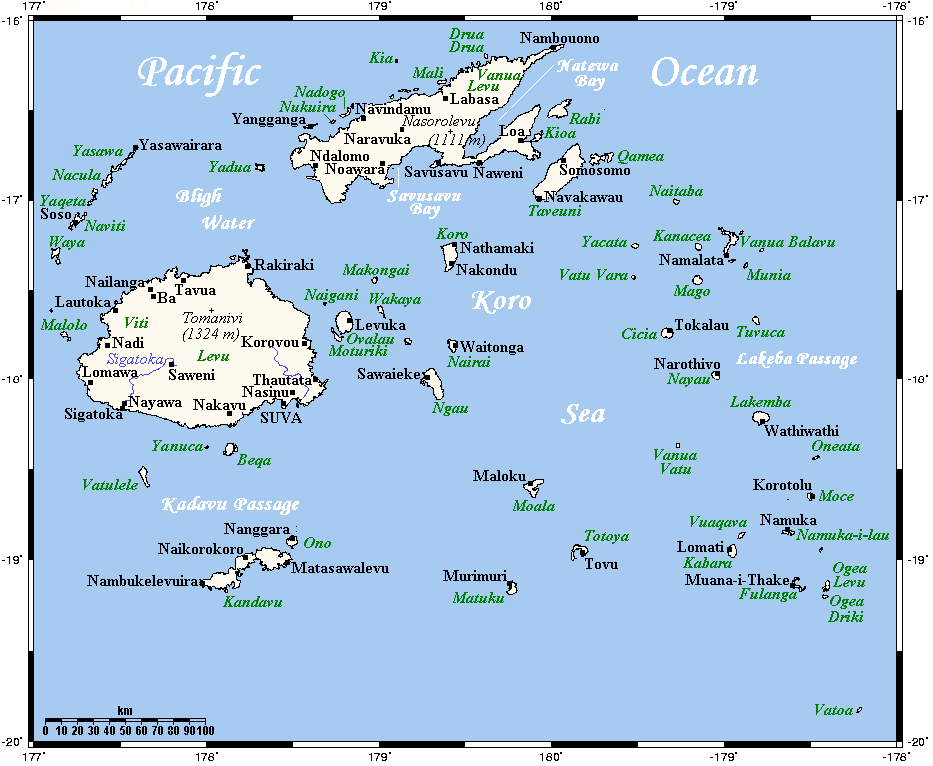
フィジーの地図（詳細）

フィジーは、4つの地域 (division) という行政区画に分かれる。括弧内は地域政府所在地。
- 中央地域 Central Division（スバ、Suva）
- 北部地域 Northern Division（ランバサ、Labasa）
- 東部地域 Eastern Division（レブカ、Levuka）
- 西部地域 Western Division（ラウトカ、Lautoka）

群島の北部にあるロツマ島は、保護領である。
主要都市はスバ、ラウトカ、ナンディなど

## 経済

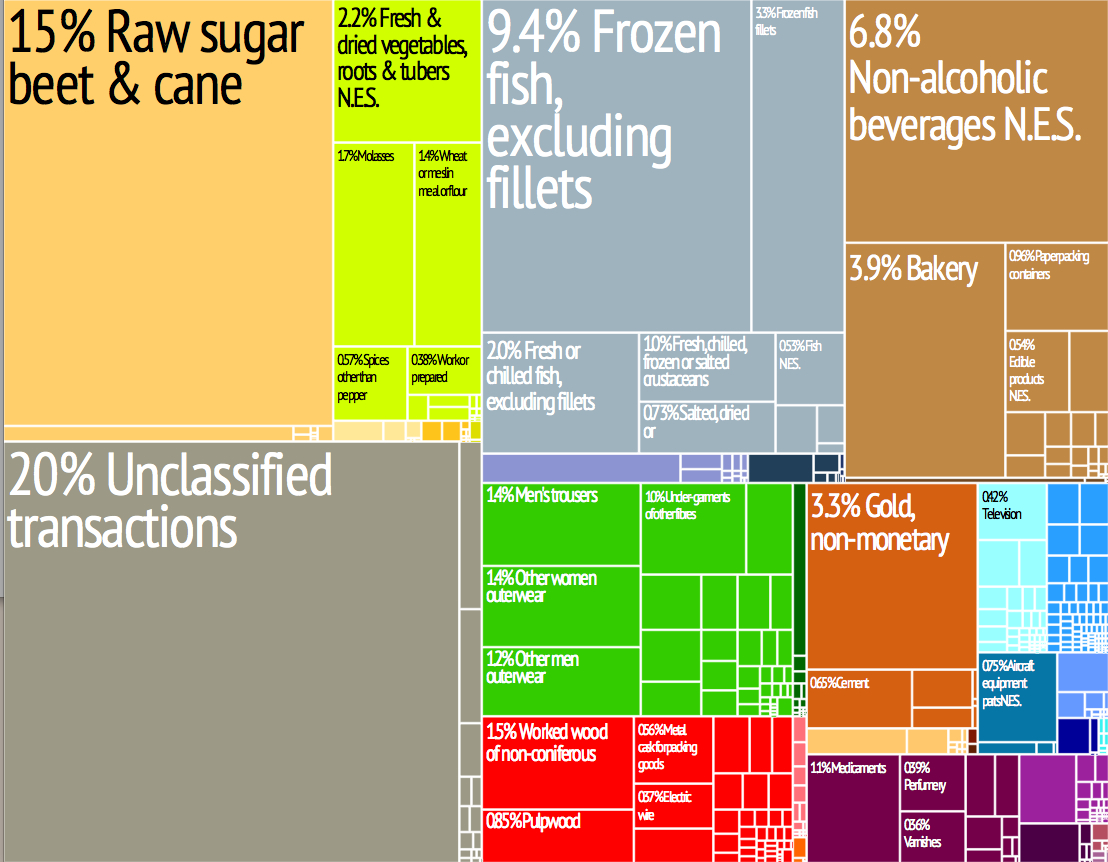
28の色で識別されたフィジーの輸出品目

主に農業や衣料、観光で成り立っている。観光で得る収入は2億7000万ドルにのぼる。農業は耕地面積が26万haあり、13万人が従事している。
貿易は大幅な輸入超過である。輸出品は、野菜や果物、アメリカ合衆国で人気の高いフィジーウォーター、砂糖、マホガニー、パルプ、衣料品、コプラ、ココナッツ石鹸、食料品などである。サトウキビ栽培は19世紀にヨーロッパ人が島にやって来たときに始まる。当初は、サトウキビ栽培に適した土地に製糖所を作るという小規模なものであったが、植民地政府が奨励し経済的基盤としたためにサトウキビ産業として発展した。1988年までは最も重要な産業であったが、観光や衣料の輸出などの他の産業に押され気味である。しかし、労働力の四分の一を雇用している。
2000年の映画『キャスト・アウェイ』の劇中で、主人公が漂着するクック諸島の南方600マイルに位置する無人島の場面があり、モンドリキ島がその撮影地となった。

### 観光

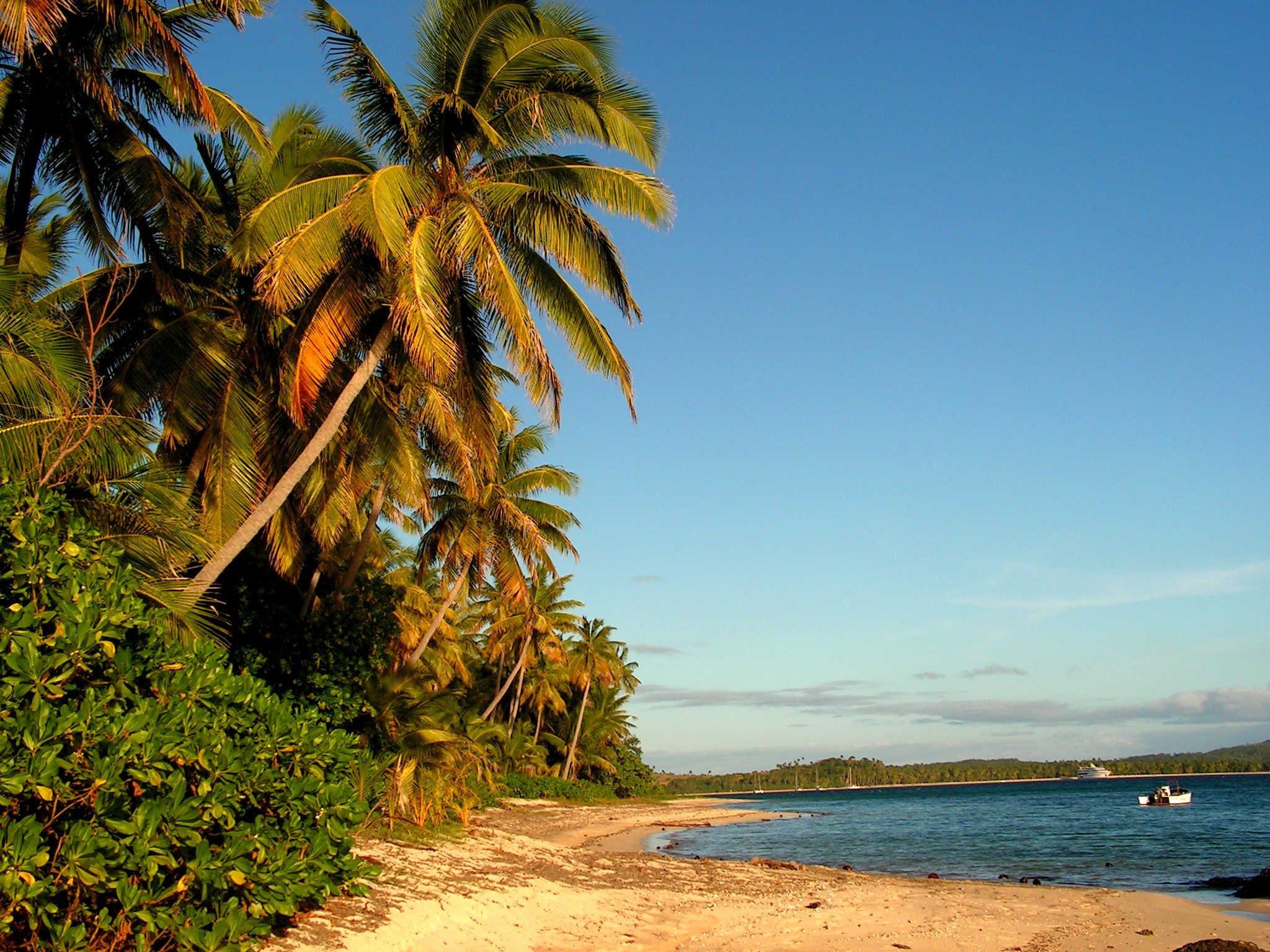
ヤシが生い茂るフィジーのビーチ

2010年度の調査では、フィジーを訪れた観光客は631,868人で2009年より16.5%増加した。オーストラリア人観光客が50.4%を占めて一番多く、前年より28%増加して31万8135人。2位はニュージーランド（9万7857人）、3位はアメリカ合衆国（5万3122人）、4位は南太平洋諸国（3万9198人）、5位はヨーロッパ諸国（3万88人）。日本人の入国者は1%に満たない程度であるが、2004年より英語学習を目的とした留学生もいる。ナンディとラウトカにキャンパスを置くFree Bird Institute（フリーバードインスティテュート）などで、年間1,500名以上の留学生が英語留学している。

## 交通

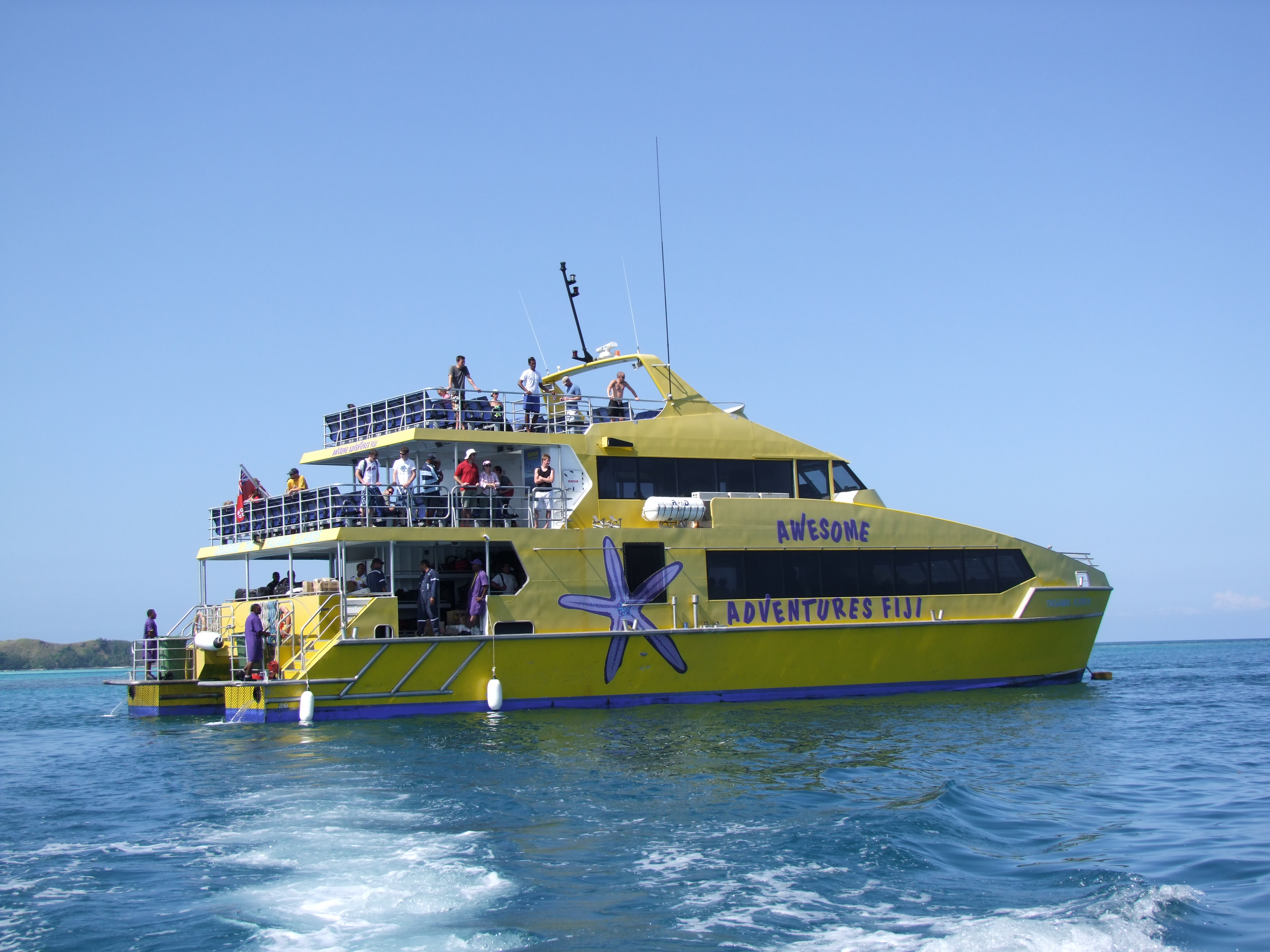
ヤサワフライヤー（Yasawa Flyer）のフェリー
ナンディ港にて撮影

国際線の主要玄関となるナンディ国際空港は国営フィジー・エアウェイズが本拠としており、国内線が主であるナウソリ国際空港のほか各島に13の空港がある。島の間はフェリーが通う。大きな島ではタクシーのほかバスが利用されている。
砂糖産業の盛んなビティレブ島西部とバヌアレブ島には、サトウキビ輸送専用の鉄道が約600キロメートル敷設されており、収穫期には貨物列車がサトウキビを製糖工場へと輸送している。自動車の通行区分は、日本やイギリスと同じ左側通行。

## 国民

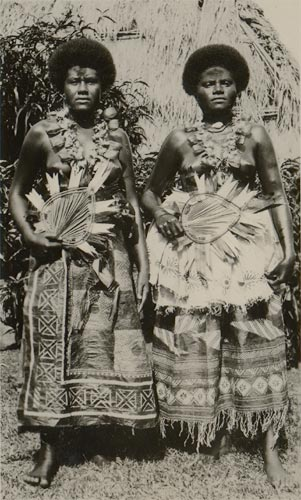
フィジー系の女性（1935年）

2020年時点での人口は89万6千人であり、オセアニアでオーストラリア、パプアニューギニア、ニュージーランドに次ぐ4番目の人口を有する。

### 人種・民族
2007年時の住民は、フィジー系が56.8%、インド系移民が37.5%、ロツマ人1.2%、ヨーロッパ人や他の太平洋の島民、華人などが4.5%である。

#### フィジー系とインド系
フィジーの住民は、先住民であるフィジー系と、イギリスが植民地時代に強制入植させた新しい住民であるインド系が多数を占める。リトル・インディアの相を呈する。19世紀の後半、西洋との接触でもたらされた伝染病が原因で、フィジー人絶滅の危機にさらされた。宗主国のあいだで奴隷制を終焉させ、先住民保護思想が広がっていたので、宗主国イギリスは人種絶滅を避けるためサトウキビ・プランテーションの契約労働者としてインド人導入政策をとった。こうしてインド人移民が始まったのである。1879年に479人が移民した
フィジー系のみで構成される伝統的社会指導者評議会 (GCC) による大統領任命が行われるなど、歴史的には政治面でのフィジー系の優遇政策がとられてきたが、ビジネスに長けたインド系へのやっかみもある。1999年5月の総選挙でインド系首相が就任したが、2000年5月にフィジー系の政治的優位の強化を主張する武装勢力によるクーデターが発生した。ただし、現政権によってGCCは廃止された。
ライセニア・ガラセ政権がフィジー系・インド系の対立の改善を図るが、2000年のクーデターでフィジー系の攻撃標的にされた軍司令官が宥和政策の実施を行うための法律は、実は2000年クーデター参加者の特赦が目的であると、これを拒否、2006年12月ガラセ首相を強行解任。大統領が司令官の方針に同調した。
近年はフィジー系とインド系の結婚が進み、混血も多い。現政権はフィジー系とインド系の融合で、現政権のトップはフィジー人のバイニマラマであるが、国のナンバー2である司法長官はインド系の元弁護士カイユン（本名：アイヤズ・サイェド＝カイユーム／Aiyaz Sayed-Khaiyum）である。カイユンは2011年3月にフィジー系女性と結婚した。

### 言語
公用語である英語のほかに、フィジー語、ヒンディー語（フィジー・ヒンディー語）が使われている。

### 婚姻
フィジーでは結婚は「家族を作ること」ではなく「個人間の同盟である」と認識されている。そのため、婚姻は親側の承認が先に出ないと成立させることが不可能となっている。
同国の結婚は伝統的なものと現在一般的となっている欧米式のものの2種類に分かれている。伝統的な結婚式は地域と氏族により、その内容が異なる特徴を持つ。伝統に基づくものには色々な儀式が必要とされており、地域によっては結婚式後の場合に行なわれることもある。ほとんどの場合は、男性は先に好きな女性の父親の許可を貰いに向かうことが多く、一般的に男性と同じ氏族の男性はクジラの歯を持って、女性の父親を訪ねる仕来りとなっている。

### 宗教
人口に占める主要宗教信徒の比率は、キリスト教が52.9％、ヒンドゥー教38.2％、イスラム教が7.8％で、フィジー系はほぼ全員がキリスト教を、インド系はヒンドゥー教とイスラム教を信仰している。

### 教育
義務教育は8年間となっている。

## 治安
2019年の犯罪統計資料によると、フィジーにおける犯罪認知件数は約17,000件であり、2018年に比べて4%減少しているが、スリやひったくりなどの窃盗、強盗および暴行が依然として多いほか、違法薬物に関わる犯罪や性的暴行など性犯罪の増加が指摘されている。地域別では、首都圏（スバ市、ラミ町、ナシヌ町及びナウソリ町）および西部地区（ラウトカ市、ナンディ町およびバ町）は、その他の地域に比べて多くの犯罪が発生している。
日本人の犯罪被害は、窃盗、強盗、暴行傷害、詐欺などが報告されている。窃盗および強盗に関しては、財布（現金）やスマートフォンなどの貴重品を盗まれる事例が多く報告されており、暴行傷害に関しては夜間にナイトクラブなどで喧嘩に巻き込まれた事例、早朝に泥酔した現地人に絡まれて暴行を受けた事例などが報告されている。詐欺に関しては、格安観光ツアーを装った者に現金をだまし取られる事例、クレジットカードなどのスキミング被害などが報告されている。
加えて、日本人を含むアジア人は「裕福である」との印象を持たれているうえ、欧米人に比べて体格が小さいことからも犯罪のターゲットになりやすい傾向があるため、散策などの外出時は強い注意が必要となる。

## マスコミ

### 情報・通信
フィジーの主要放送局は「フィジーワン」と「Mai TV」があり、そのほか有料の「スカイTV」もある。インターネットはConnect, Kida net, Vodafone など各社がある。また、インテルサット（Intelsat）とも提携している。フィジーにもキャンパスを設置する南太平洋大学もプロバイダ業務を行っている。
新聞は売店などで80セントから90セントで手に入る。新聞は英語のフィジータイムス、フィジーサンのほか、フィジー語やヒンディー語の新聞が発行されている。

## 文化
フィジーの文化は多国籍文化である。主にインドや中国、ヨーロッパの文化、および太平洋に存在する近隣国からの様々な文化の導入によって進化してきた。特にトンガとロツマの言語に関連するものを含む面が顕著に現れている。また、独特の共同体と国民のアイデンティティを生み出していることから、その文化は色濃いものとなっている。

### 建築

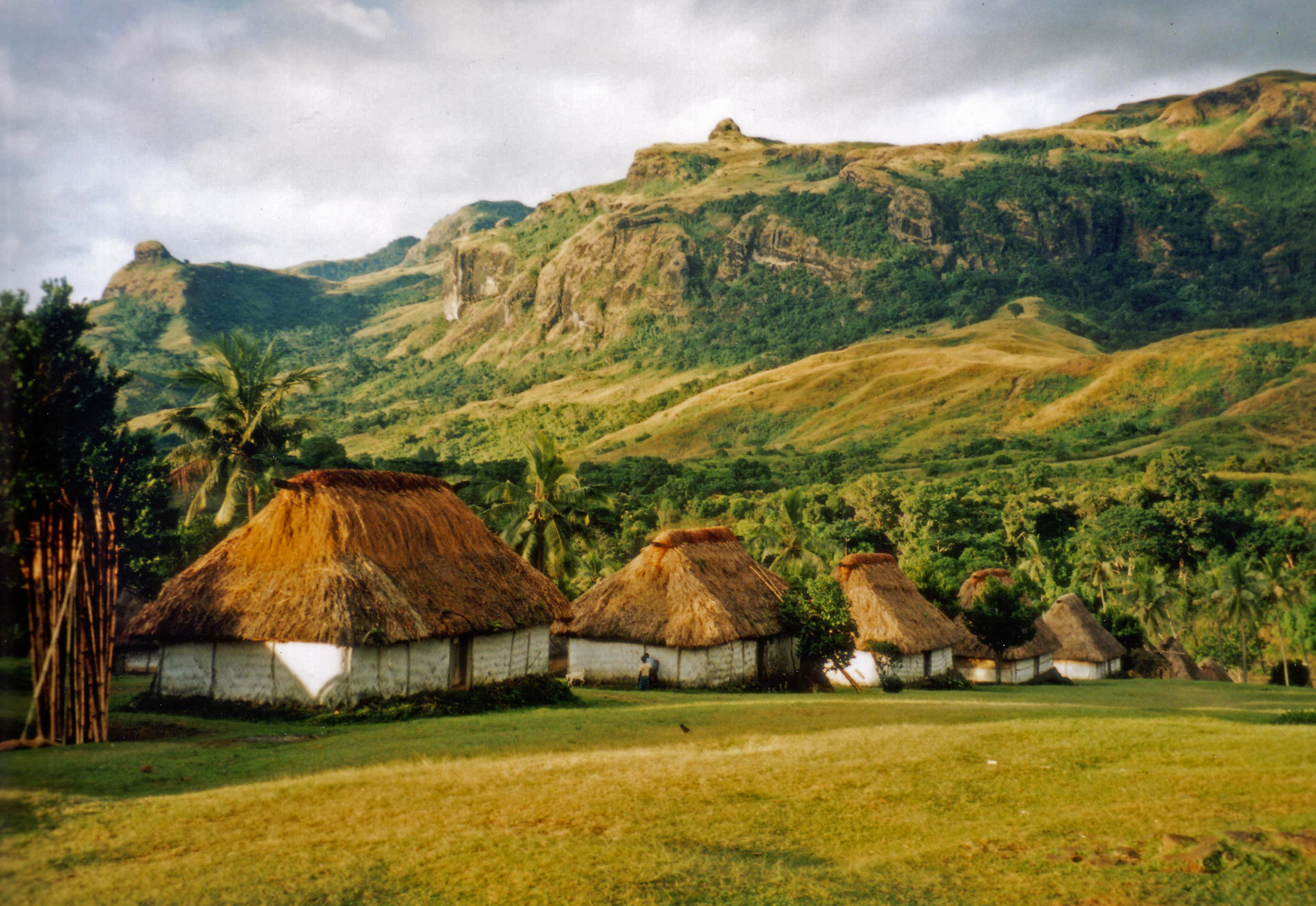
ナウソリ高原のナバラにある小屋

各村には、集会などに用いられるブレと呼ぶ建物がある。

### 祝祭日
| 日付                                   | 日本語表記                         | 現地語表記 | 備考     |
| -------------------------------------- | ---------------------------------- | ---------- | -------- |
| 1月1日                                 | 元日                               |            |          |
| 3月 - 4月（イースター前の金曜日）      | 聖金曜日                           |            | 移動祝日 |
| 3月 - 4月（イースター前の土曜日）      | 聖土曜日                           |            | 移動祝日 |
| 3月 - 4月                              | イースター                         |            | 移動祝日 |
| 5月                                    | 青年の日                           |            | 移動祝日 |
| 5月                                    | ラトゥー・サー・ララ・スクナ・デー |            | 移動祝日 |
| 6月                                    | 女王誕生祭                         |            | 移動祝日 |
| 10月                                   | フィジー・デー                     |            | 移動祝日 |
| 11月                                   | ディーワーリー                     |            | 移動祝日 |
| 12月25日                               | クリスマス                         |            |          |
| 12月26日                               | ボクシング・デー                   |            |          |
| ヒジュラ暦ラビー・アル＝アウワル月12日 | 預言者生誕祭                       |            | 移動祝日 |

### スポーツ
ラグビー
フィジーではラグビーが国技と言われるほど盛んであり、ラグビーフィジー代表は15人制では2007年ラグビーW杯でベスト8の成績を収めた。7人制ではラグビーワールドカップセブンズで1997年大会と2005年大会で2度の優勝を果たし、オリンピックでは7人制として初めて開催された2016年リオデジャネイロ五輪で優勝し、全種目を通じてフィジー初のメダル獲得となった。
サッカー
フィジーではラグビーの次にサッカーが盛んであり、1977年にサッカーリーグのナショナル・フットボールリーグが創設された。バをホームタウンとするバFCが、リーグ最多21度の優勝を数える。フィジーサッカー協会（FFA）によって構成されるサッカーフィジー代表は、これまでFIFAワールドカップには未出場である。しかしOFCネイションズカップでは、1998年大会と2008年大会で3位に輝いている。
クリケット
クリケットも人気スポーツの一つである。1874年にオバラウ島のレブカで始まり、訪問中のイギリス海軍艦艇がレブカのロイヤルホテルで選ばれた地元チームと対戦した。フィジーのクリケット協会は1946年に設立され、国際クリケット評議会に1965年に加盟した。1979年にICCトロフィーが創設され、トップレベルの競技会に定期的に参加するようになり、1990年にバミューダ諸島に勝利したのは最大の功績の一つである。女子クリケットも普及が進んでおり、15歳以下の代表チームのパフォーマンスも向上している。